# William Howe, 5. vikomt Howe
William Howe, 5. vikomt Howe (William Howe, 5th Viscount Howe, 5th Baron Howe of Glenawly, 7th Baronet Howe of Compton) (10. srpna 1729, Londýn, Anglie – 12. července 1814, Londýn, Anglie) byl britský generál a vojevůdce válek 18. století v Evropě a koloniích. Pocházel ze šlechtické rodiny, po matce byl spřízněn s hannoverskou dynastií a vzdáleným bratrancem britského krále Jiřího III. Jako generálporučík byl v letech 1775–1778 vrchním velitelem ve válce proti USA. Později byl dlouholetým členem vlády a v roce 1793 dosáhl hodnosti generála. Jeho starší bratr Richard Howe byl admirálem a v letech 1783–1788 britským ministrem námořnictva.

## Kariéra

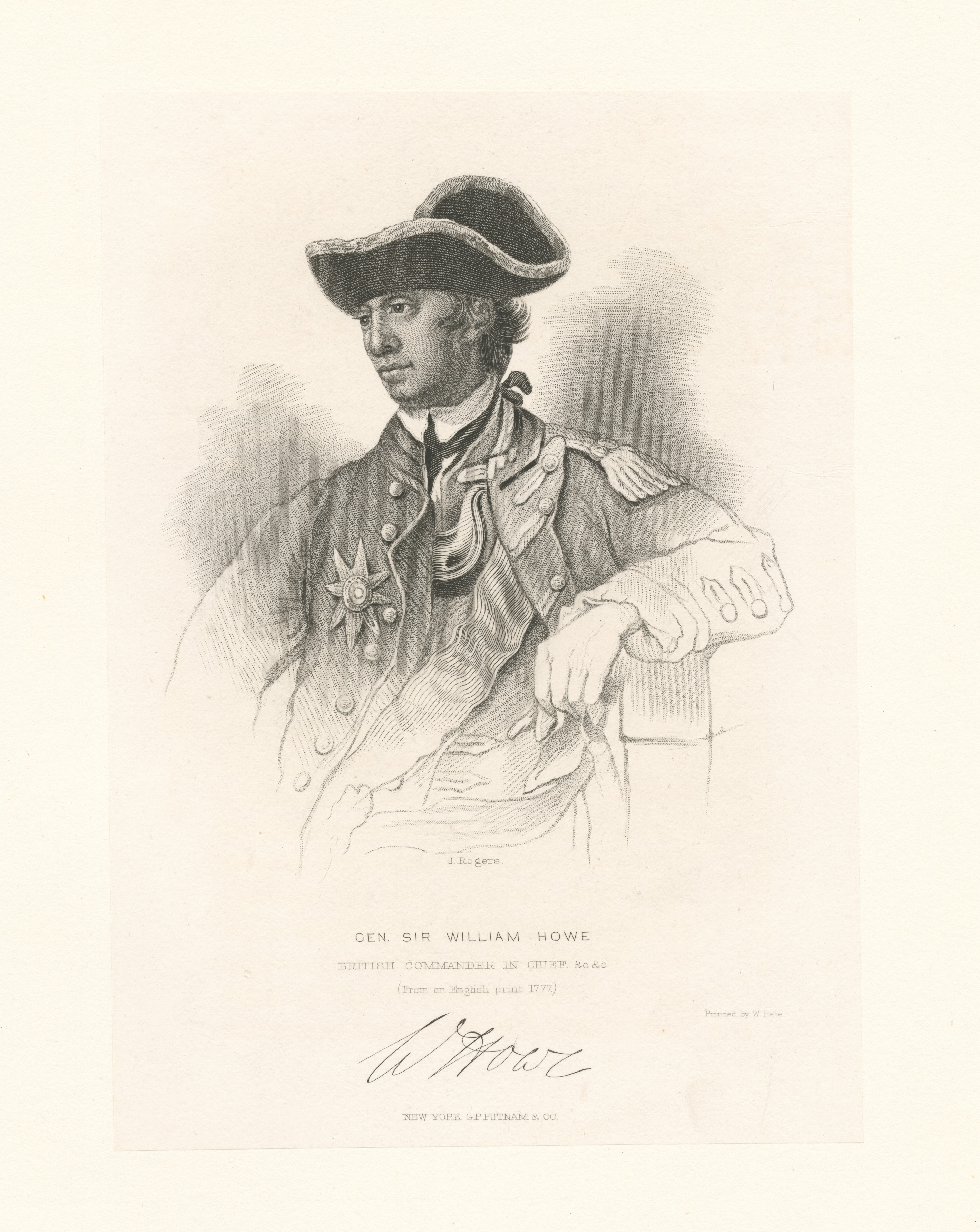
Generál Sir William Howe

Pocházel ze šlechtického rodu, jehož členové v 17. a 18. století zastávali vysoké státní úřady. Narodil se jako třetí syn Emanuela Howe, 2. vikomta Howe (1700–1735), který zemřel jako guvernér na Barbadosu. Po matce pocházel z nemanželského potomstva hannoverského kurfiřta Arnošta Augusta, díky tomu byl vzdáleným bratrancem britského krále Jiřího III. Studoval v Etonu, krátce byl pážetem u dvora svého strýce Jiřího II. a od roku 1746 sloužil v armádě, již v roce 1747 byl poručíkem. Zúčastnil se závěrečné fáze války o rakouské dědictví, kdy se spřátelil s Jamesem Wolfem. Na počátku sedmileté války byl povýšen na majora a spolu s Wolfem bojoval proti Francii v severní Americe, zúčastnil se bitvy na Abrahamových pláních, v níž Wolfe padl. Poté sloužil v Evropě a v roce 1762 byl v hodnosti plukovníka generálním pobočníkem expedice určené k dobytí Kuby.
Mezitím byl od roku 1758 členem Dolní sněmovny (poslanecký mandát převzal po svém nejstarším bratrovi Georgovi), zasedání parlamentu se ale častěji zúčastňoval až po skončení sedmileté války. V roce 1772 byl povýšen na generálmajora a v letech 1775–1778 byl jedním z velitelů ve válce proti USA. S americkými osadníky bojoval se střídavými úspěchy, nebyl ale zcela přesvědčen o smyslu celé války. V roce 1776 obdržel Řád lázně a v roce 1777 byl povýšen na generálporučíka. Když promarnil příležitost zničit Washingtonovu armádu u Long Island, byl v roce 1778 odvolán pro pasivní vedení války a vrátil se do Anglie (vrchní velení po něm převzal generál Henry Clinton). Aktivně se pak zúčastnil jednání parlamentu, ve volbách v roce 1780 ale poslanecký mandát ztratil.
V roce 1782 se stal členem Tajné rady a v letech 1782–1804 zastával funkci náměstka generálního polního zbrojmistra, v roce 1793 dosáhl hodnosti generála, aktivně v armádě již ale nesloužil. Později obdržel i čestné posty guvernéra v Berwicku (1795–1808) a v Plymouthu (1808–1814). V roce 1799 po starším bratrovi zdědil irský titul vikomta, který pak jeho úmrtím zanikl.

## Rodina
Jeho manželkou byla od roku 1765 Frances Conolly (1733–1817) z významné irské rodiny, jejich manželství zůstalo bez potomstva. Titul vikomta Howe zanikl Williamovým úmrtím, pro spřízněnou rodinu Curzonů byl později obnoven hraběcí titul Howe.
Williamův nejstarší bratr George Augustus Howe, 3. vikomt Howe (1724–1758), dosáhl v armádě hodnosti brigádního generála a za sedmileté války padl v Kanadě. Další bratr Richard Howe, 1. hrabě Howe (1726–1799), byl admirálem a ministrem námořnictva. Třetí z bratrů Thomas Howe (1728–1771) byl krátce poslancem Dolní sněmovny. Jejich sestra Mary Howe (1734–1819) byla manželkou generála Williama Pitta.